# Charles Binet
Charles Henri Joseph Binet (8 de abril de 1869 - 15 de julho de 1936) foi um arcebispo francês de Besançon e cardeal.

## Biografia
Charles Binet nasceu em Juvigny, França, e foi educado no Seminário de Saint-Sulpice, Paris, e no Seminário de Notre Dame des Champs. Ele foi ordenado em 22 de outubro de 1893 em Soissons. Ele trabalhou na diocese fazendo trabalho pastoral até 1895. Ele atuou como membro do corpo docente do Seminário de Soissons até 1914, período durante o qual ele também foi nomeado arquivista diocesano em 1900. Ele serviu no exército francês durante a Primeira Guerra Mundial. Ele foi nomeado vigário geral e arquidiácono da Diocese de Laon em 13 de fevereiro de 1919.

## Episcopado
O Papa Bento XV nomeou-o Bispo de Soissons em 16 de junho de 1920. Ele foi consagrado, em 24 de agosto de 1920, na catedral de Soissons, pelo cardeal Louis Luçon, arcebispo de Reims. Ele permaneceu em sua sé até que foi promovido à sede metropolitana de Besançon em 31 de outubro de 1927.

## Cardinalizado
Ele foi criado e proclamado Cardeal-Sacerdote de S. Prisca pelo Papa Pio XI no consistório de 19 de dezembro de 1927. Ele morreu em 15 de julho de 1936 e está enterrado em Besançon.